# Filosofia (Raffaello)
Filosofia è un affresco (diametro 180 cm) di Raffaello Sanzio, databile al 1508 e facente parte della decorazione della volta della Stanza della Segnatura nei Musei Vaticani.

## Storia
I quattro tondi della volta vengono di solito datati appena dopo i quattro riquadri. La Stanza della segnatura fu la prima ad essere decorata da Raffaello negli appartamenti vaticani. 

## Descrizione e stile
Su uno sfondo a finto mosaico dorato è rappresentata la personificazione della Filosofia, seduta su un trono marmoreo con decorazioni tratte dal mondo antico: due Artemidi d'Efeso e sul bracciolo un uomo tra due aquile. Indossa una veste con i colori dei quattro elementi (giallo, verde, celeste e rosso), corrispondenza evidenziata dai ricami del tessuto setoso: elementi vegetali per la terra, pesci per l'acqua, fiamme nel fuoco e stelle per l'aria. Ai lati due putti simmetrici ma a contrapposto reggono sulle spalle tabelle con l'iscrizione CAVSARVM COGNITIO, tratta da Cicerone, che significa «conoscenza delle cause». Si nota anche che sotto la seconda 'V' di CAVSARVM vi era una 'O'. L'ipostasi della Filosofia regge due libri, sul quadrante del volume con legatura bruna si legge MORALIS e curiosamente si tratta della copertina posteriore. Sul taglio delle pagine del libro dalla legatura verde si legge NA...IS, probabilmente per NATURALIS.
Nel complesso di rispondenze tra il soffitto e le lunette laterali la Filosofia si inserisce nell'asse della parete est, con il Primo moto e la Scuola di Atene.
| Parete | Immagine | Tondo     | Immagine | Riquadro   | Immagine | Lunetta         | Elemento | Putto |
| ------ | -------- | --------- | -------- | ---------- | -------- | --------------- | -------- | ----- |
| Est    |          | Filosofia |          | Primo moto |          | Scuola di Atene | Acqua    | Acqua |